# Guji (zon)
Guji är en zon i Etiopien.   Den ligger i regionen Oromia, i den södra delen av landet, 400 km söder om huvudstaden Addis Abeba. Antalet invånare är 1 389 800.